# Ted Nicolaou
Ted Nicolaou ist ein US-amerikanischer Filmeditor, Filmregisseur und Drehbuchautor.

## Leben
Nicolaou trat erstmals 1979 als Editor für den Horrorfilm Tourist Trap – Die Touristenfalle in Erscheinung. Diese Produktion bedeutete die erste Zusammenarbeit mit dem Regisseur und Produzenten Charles Band. Ihre Kooperation hielt bis in die 2000er Jahre hinein an.
1984 gab Nicolaou sein Debüt als Regisseur und Drehbuchautor mit dem Horrorfilm Ragewar, an dem auch weitere Regisseure wie Charles Band beteiligt waren. Als Regisseur ist vor allem für die Subspecies-Filmreihe bekannt, die 1990 mit Diener des Bösen von ihm begonnen wurde. Er inszenierte überwiegend Horrorfilme, aber auch gelegentlich Familienfilme wie Dragonworld (1994). Für die Mehrheit seiner Filme verfasste er das Drehbuch selbst, als Produzent trat oftmals Charles Band in Erscheinung.

## Filmografie (Auswahl)

### Als Filmeditor
- 1979: Tourist Trap – Die Touristenfalle (Tourist Trap)
- 1980: Invasion aus dem Weltall (The Day Time Ended)
- 1983: Young Warriors (The Young Warriors)
- 1984: Ghoulies
- 1984: Trancers
- 1987: Prison
- 1989: Der Kuß der Bestie (Meridion)
- 1990: Robot Jox – Die Schlacht der Stahlgiganten (Robot Jox)
- 1990: Kampf der Roboter (Crash and Burn)
- 1990: Trancers II

### Als Regisseur
- 1986: TerrorVision
- 1990: Diener des Bösen (Subspecies)
- 1991: Cosmo (Bad Channels)
- 1993: Helldance (Bloodstone: Subspecies II)
- 1994: Dragonworld
- 1994: Die Kobolde sind los (Leapin' Leprechauns!)
- 1994: Subspecies III – Bloodlust (Bloodlust: Subspecies III)
- 1997: Vampire Journals
- 1998: Subspecies IV – Im Blutrausch (Subspecies 4: Bloodstorm)
- 1999: Dragonworld: The Legend Continues
- 2000: The St. Francisville Experiment
- 2004: Dämonische Spiele – Puppet Master vs Demonic Toys (Puppet Master vs Demonic Toys)
- 2023: Subspecies V: Blood Rise

### Als Drehbuchautor
- 1986: TerrorVision
- 1993: Helldance
- 1994: Die Kobolde sind los
- 1994: Subspecies III – Bloodlust
- 1997: Vampire Journals
- 1998: Subspecies IV – Im Blutrausch
- 2004: Dämonische Spiele – Puppet Master vs Demonic Toys
- 2023: Subspecies V: Blood Rise